# Keress meg
A Keress meg (eredeti cím: Come and Find Me) 2016-ban bemutatott amerikai thriller-filmdráma, melyet Zack Whedon rendezett (debütáló) és írt. A főszerepben Aaron Paul, Annabelle Wallis, Enver Gjokaj és Garret Dillahunt látható.
A filmet a Saban Films 2016. november 11-én mutatta be korlátozott kiadásban és Video on Demand-on keresztül. Magyarországon DVD-n jelent meg szinkronizálva.
Amikor a barátnője eltűnik, Davidnek fel kell kutatnia a hollétét, miután rájön, hogy a lány nem az, akinek kiadta magát.

## Cselekmény
Amikor két ember, David és Claire ugyanazon a megállóban száll le a buszról, David követni kezdi Claire-t. A lány azzal vádolja a férfit, hogy követi őt. Hamarosan kiderül, hogy szerepjátékot játszanak, és élettársi kapcsolatban élnek. Egy nap Claire hirtelen eltűnik. Miután felveszi a kapcsolatot a barátaival és a  munkahelyével, David a rendőrséghez fordul. Sloane nyomozó az eltűnt személyekről szóló szórólapok kihelyezésén túl kevés reményt tud neki nyújtani az életbenlétéről.
Egy évvel később felbukkan Claire barátja, Buck. Miközben Claire-ről beszélgetnek, David részegen ragaszkodik hozzá, hogy Buck előtt le merjen ugrani egy párkányról. Másnap reggel Buck elmondja, hogy még aznap délután el kell repülnie, David pedig megengedi neki, hogy a lakásában maradjon, amíg ő elintézi a dolgait. David ehelyett buszon utazik a városban, és Claire-re gondol. A buszsofőr az utolsó megállónál leszállítja a buszról, és korán hazatér. David meglepődik Buck-on, aki valamit keresve feldúlta az egész lakást. Buck leüti Davidet és elmegy.
Miután kapcsolatba lépett a rendőrséggel, Sloan nyomozó beleegyezik abba, hogy Buck és Claire után nyomozzon. A nyomok után kutatva, amelyeket Buck esetleg kihagyott, David földbe ásott fényképeket talál, amelyek az egyik roncstelepre vezetik. Miközben felderíti azt, és kikérdezi az alkalmazottakat, felhívja magára egy férfi figyelmét a hátsó helyszínen. Bár kezdetben az illető barátságos, de végül meg akarja tudni, miért jött a telepre, hogy egy eltűnt személyt keressen ott. Amikor David nem ad kielégítő választ, a férfi sokkolóval kínozza meg őt. Végül a férfi elégedetten engedi el Davidet, és azt mondja; nem biztos, hogy tetszeni fog neki, amit talál.
Aznap este egy Alekszandr nevű férfi betör David otthonába. Miután megfékezi, David megtudja, hogy a férfi az egyik roncstelepen élő maffiózó, akit azért küldtek, hogy többet tudjon meg Davidről. Alekszandr azt állítja, hogy Claire megölte a bátyját, és most meg akarja bosszúlni. Mielőtt David befejezhetné Alekszandr kihallgatását, Sloan nyomozó kopogtat az ajtaján. Sloan elmondja, hogy a Claire és Buck után folytatott nyomozása során kiderült, hogy egyikük sem az, akinek mondják magukat, mivel nem talált bizonyítékot, amely alátámasztaná a Davidnek elmondott háttértörténeteket. Sloan azt sugallja, hogy Claire bajban van, és azt tanácsolja Davidnek, hogy felejtse el őt.
Alekszandr további kikérdezése arra készteti Davidet, hogy Vancouverben keressen további nyomokat, bár Alekszandr szerint a maffia most már őt fogja keresni. Vancouverben David kikérdezi egy üzletember özvegyét, miután megtalálta őt Claire képei között. Nem derül ki semmi, de egy autó követni kezdi Davidet, aki pánikba esik és az erdőbe menekül. Egy férfi gyalog üldözi tovább, David pedig meglepetésszerű támadást indít ellene, amivel megsebesíti. Két terepjáró zárja el az útját, mielőtt tovább menekülhetne, és elviszik Hallhoz, aki amerikai kormánytisztviselőként mutatkozik be. Elmondja Davidnek, hogy Claire az ő szervezetének bérgyilkosa volt, és nem sokkal azután ölték meg, hogy eltűnt David életéből. Hall fényképes bizonyítékot mutat Claire haláláról, és arra kéri Davidet, hogy hagyja abba a kutatást, mondván, hogy az üzletember halála egy Claire által elkövetett merénylet volt, és a múltjának leleplezése veszélybe sodorhat önmagát is.
David kezdetben beleegyezik, hogy abbahagyja, de gyanakodni kezd Hallra. Megértve a dolgokat, Hall bejelenti, hogy nem engedheti tovább Davidet. David balesetet okoz a terepjáróval, és elmenekül. A rendőrőrsön David észreveszi Claire eltűnt személyről készült fényképét más néven, és kapcsolatba lép egy férfival, aki elvezeti őt Buckhoz, aki most már Kyle néven ismert. David elvezeti Buckot, Alexandrt és Hallt ugyanarra a találkozóhelyre. Miközben Hall és Alexandr emberei harcolnak, David elrabolja Buckot, és követeli, hogy ő és Hall hagyják őt békén. Buck visszautasítja a követelését, mondván, hogy David nem érti, miféle bajba keveredett.
Hall rögtön ezután túszul ejti őt. Miközben Davidet Claire képeinek hollétéért kínozzák, valaki betör Hall raktárába, és megöli az őröket. A támadóról kiderül, hogy Claire. Claire és David visszatérnek a házukba, hogy visszaszerezzék Claire képeit, amelyekről a nő elmagyarázza, bizonyíték arra, hogy Hall kettős ügynök. Mielőtt azonban elindulhatnának, Alexandr és Hall megérkezik a ház elé. Mindketten fegyveres támadókkal veszik körül a házat. Felismerve, hogy a helyzet reménytelen, David és Claire beletörődnek abba, hogy dicsően távoznak. Visszaszámlálást indítanak a végső támadáshoz, majd egy visszaemlékezést mutatnak a boldogabb időkről, amikor még egy párként éltek.

## Szereplők
| Szerep                        | Színész          | Magyar hang     |
| ----------------------------- | ---------------- | --------------- |
| David Larraine                | Aaron Paul       | Szabó Máté      |
| Claire Collins                | Annabelle Wallis | Gáspár Kata     |
| John Hall-Breyer              | Garret Dillahunt | Szatory Dávid   |
| Charlie Eckhart               | Zachary Knighton | Moser Károly    |
| Alexandr Nowzick              | Enver Gjokaj     | Fehér Tibor     |
| Jackson MacArthur             | Dean Redman      | Seder Gábor     |
| Buck Cameron / Kyle MacArthur | Chris Chalk      | Varga Rókus     |
| Rezart                        | Michael Kopsa    | Rosta Sándor    |
| Gill Ruxin nyomozó            | Artine Brown     | Szrna Krisztián |
| Chris Sloan nyomozó           | Terry Chen       | Szatmári Attila |

## Filmkészítés
Zack Whedon forgatókönyve, a Keress meg felkerült a 2012-es fekete listára, amely a le nem gyártott forgatókönyvek listáján szerepelt. 2015. június 18-án bejelentették, hogy Aaron Paul lesz a film főszereplője, mint David, Whedon pedig rendezőként debütál. Brian Kavanaugh-Jones az Automatik Entertainment, Chris Ferguson pedig az Oddfellows Entertainment producere. A Motion Picture Capital finanszírozta a filmet, a producer pedig Leon Clarance lett. 2015. június 22-én Annabelle Wallis csatlakozott a filmhez, hogy eljátssza Claire szerepét. 2015. július 22-én Garret Dillahunt is aláírt a filmhez, hogy eljátssza a lány egykori kormányzati ügyintézőjét.
A film forgatása 2015. július 27-én kezdődött Vancouverben (Brit Columbia), és 2015. augusztus 28-án ért véget.

## Megjelenés
2016 májusában a Saban Films megvásárolta a film amerikai forgalmazási jogait. A filmet 2016. november 11-én korlátozott kiadásban és Video on Demand platformon keresztül mutatták be.

## Fogadtatás
A Keress meg világszerte 4052 dolláros bevételt hozott, és 25 513 dollárt a DVD-eladásokból.
A Rotten Tomatoes kritika-összesítőn a film 62%-os minősítést aratott 13 kritika alapján, 5,32/10-es átlagértékeléssel. A Metacritic-en a film átlagpontszáma 46 a 100-ból, 7 kritikus alapján, ami "vegyes vagy átlagos értékelést" jelent.

## Fordítás
- Ez a szócikk részben vagy egészben  a   Come and Find Me című angol Wikipédia-szócikk fordításán alapul.  Az eredeti cikk szerkesztőit annak laptörténete sorolja fel. Ez a jelzés csupán a megfogalmazás eredetét és a szerzői jogokat jelzi, nem szolgál a cikkben szereplő információk forrásmegjelöléseként.